# 安德烈·特罗舍夫
安德烈·尼古拉耶维奇·特罗舍夫（俄语：Андрей Николаевич Трошев，1962年4月5日—）是俄罗斯的一名退役炮兵上校、前聯邦安全局西北总局特別迅速應變分隊特工，也是一名参与了苏阿战争、第二次車臣戰爭和俄羅斯軍事介入敘利亞內戰的退伍伞兵。他因指揮攻占巴尔米拉而被授予俄罗斯联邦英雄称号，亦曾獲得頓涅茨克英雄、卢甘斯克英雄、一级“祖国功绩”勋章、2枚勇气勋章、2枚红星勋章。他在瓦格纳的职位是“公司执行董事”，為副总司令，管理安全部门和后方部队，呼号“Седого”（灰发），被俄羅斯總統普丁钦点为普里戈津接班人。